# 済生会唐津病院
社会福祉法人恩賜財団済生会支部佐賀県済生会唐津病院（しゃかいふくしほうじんおんしざいだんさいせいかいしぶさがけんさいせいかいからつびょういん）は、佐賀県唐津市にある医療機関。社会福祉法人恩賜財団済生会支部佐賀県済生会が運営する病院である。病院の理念は、「済生会創立の理念を尊重し“健康への願い”に「良質の医療・福祉サービス」と「まごころ」で応える」。

## 沿革
- 1934年10月10日 - 済生会唐津診療所として開設。
- 1947年 - 唐津病院と改称。

## 診療科
- 外科
- 呼吸器外科
- 消化器外科
- 血管外科
- 乳腺外科
- 内科
- 循環器内科
- 消化器内科
- 神経内科
- 糖尿病内科
- 腎臓内科
- 呼吸器科
- 放射線科
- 整形外科
- 脳神経外科
- リウマチ科
- 麻酔科
- 耳鼻咽喉科
- リハビリテーション科

## 医療機関の指定等
- 保険医療機関
- 労災保険指定医療機関
- 生活保護法指定医療機関
- 医療保護施設
- 結核指定医療機関
- 原子爆弾被害者一般疾病医療取扱医療機関
- 臨床研修指定病院
- DPC対象病院
- 無料低額診療事業実施医療機関
- 難病指定医療機関
- 救急告示病院
- 唐津東松浦医師会休日救急センター2次医療機関

## 院内施設
- ATM（十八親和銀行）

## 周辺の施設
- 佐賀県唐津総合庁舎
- 唐津第一病院
- 唐津市立大志小学校
- 唐津市民会館
- 唐津市水道部
- 唐津市役所

## 交通アクセス
- JR九州（唐津線・筑肥線）唐津駅より昭和バス西朝日町下車、徒歩3分。